# Vincenzo Dandolo

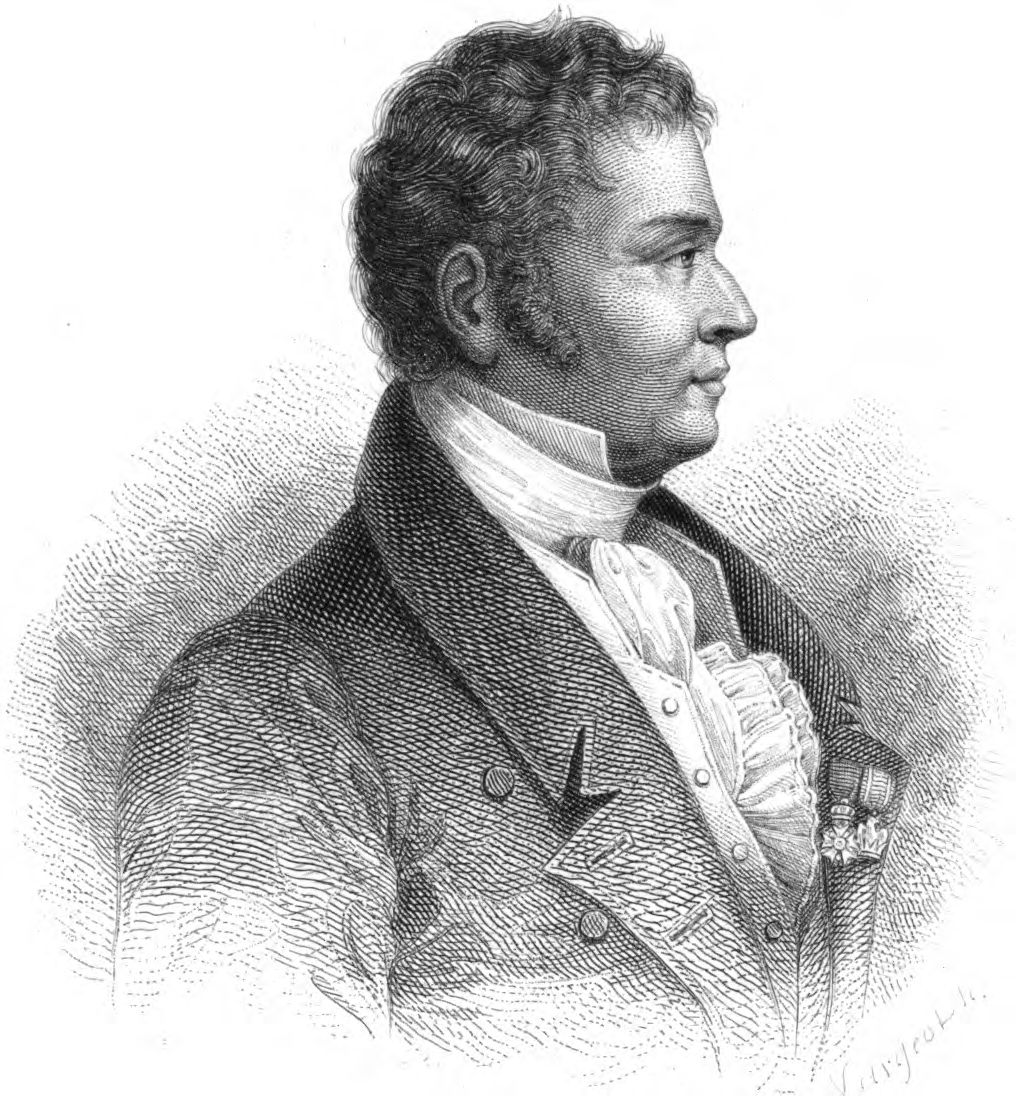
Vincenzo Dandolo, porträthafte Skizze Le comte Dandolo, in: M. Jarry de Mancy: Portraits et histoires des hommes utiles bienfaiteurs et bienfaitrices de tous pays et de toutes conditions qui ont acquis des droits à la reconnaissance publique, Lebrun, Paris 1833, S. 257–262.

Vincenzo Dandolo (22. Oktober 1758 in Venedig; † 12. Dezember 1819 in Varese) war ein venezianischer Chemiker und Apotheker, Aufklärer und Politiker sowie Agrarwissenschaftler.

## Leben

### Herkunft, Ausbildung, bis zur Rückkehr nach Venedig
Vincenzo wurde als Sohn des Apothekers Abram Uxiel in der Calle del Cristo im venezianischen Sestiere San Polo geboren. Sein Vater war ein zum Christentum konvertierter Jude, der den Namen Marc’Antonio Dandolo annahm, da sein Taufpate ein Angehöriger der weitläufigen Adelsfamilie der Dandolo war. Seine Mutter war Laura Steffani. Marc’Antonio hörte Lesungen über Chemie am Ateneo Padovano, was seinen Sohn stark beeinflusste. Als die Eltern starben, gingen er und sein älterer Bruder Giacomo getrennte Wege. Die Waisen wurden garzoni in verschiedenen Läden. Vincenzo ging 1792 nach Padua und erinnerte sich noch in seinem Testament an das Elend („più squallida miseria“), in dem seine Eltern gestorben waren.
Dominante Figur im Agrarsektor war zu dieser Zeit Professor Pietro Arduino, der in Padua lehrte und einen botanischen Garten unterhielt. Dabei war Padua ein Zentrum der Physiokraten, die davon ausgingen, dass die Landwirtschaft die Grundlage des Reichtums ihrer Gesellschaften sei. Dandolo hörte Chemie bei Marco Carburi, der zugleich Freimaurer war. 1775 absolvierte Dandolo die Prüfung als farmacista in Padua.

### Republik Venedig (bis 1797): Publikationstätigkeit
Danach kehrte er nach Venedig zurück, um dort zu arbeiten. 1778 legte er auch dort die Prüfung zum Apotheker ab. Zugleich suchte er Kontakte zu den aufklärerischen Kreisen in der Stadt. Deren Kommunikation fand zum einen in wissenschaftlichen Periodika, Gazzetten, literarischen Zeitschriften statt, vor allem aber in Casinos, Cafés und Salons. Für Dandolo wurde die Spezeria di Adamo ed Eva am Campo San Fantin, unweit des Teatro La Fenice zentral, die er 1781 mit Hilfe von Krediten, die ihm Freunde gaben, erwarb.
1791 brachte Vincenzo Dandolo den Trattato elementare di chimica des Antoine-Laurent de Lavoisier heraus. Dies stand damit in Zusammenhang, dass er ein Verfechter der aus Frankreich kommenden „neuen Chemie“ war, an deren Verbreitung er großes Interesse zeigte. Neben weiteren Arbeiten des Franzosen brachte er 1791 das Esame delle affinità chimiche di tutti relativi sistemi de’ piu celebri chimici d’Europa von Louis Bernard Guyton de Morveau heraus, dann die Filosofia chimica o Veritá fondamentali della chimica moderna von Antoine François Fourcroy, einer Publikation, der mehrere Auflagen nachfolgten. Nach diesen venezianischen Veröffentlichungen folgte der Saggio di statica chimica von Claude-Louis Berthollet, der 1804 in Como erschien. Als Krönung seiner diesbezüglichen Arbeiten gelten jedoch die Fondamenti della scienza chimico-fisica applicati alla formazione de’ corpi ed ai fenomeni della natura. Esposti in due dizionari che comprendono il linguaggio nuovo e vecchio, vecchio e nuovo de’ fisico-chimici, die 1793 in Venedig erschienen. Damit trug er erheblich zur Verbreitung der neuen chemischen Terminologie bei, aber auch zur Durchsetzung der Erkenntnisse aus den Arbeiten von Giuseppe Saverio Poli (Venedig 1793). Die überarbeitete Fassung wurde in drei Auflagen zwischen 1793 und 1796 mehr als 18.000 mal verkauft. Daneben befasste er sich mit der Verbesserung der Trinkwasserversorgung, für die die zahlreichen städtischen Brunnen, die pozzi, von zentraler Bedeutung waren.
1792 hatte Dandolo bereits ein Vermögen von etwa 20.000 Dukaten. Dabei verdiente er vor allem mit seiner Produktion von Chinarinde in den Jahren 1781 bis 1783 erhebliche Summen, die er in einem modernen Labor herstellen ließ. Auch publizierte er zu diesem Themenkreis. Für das Mittel gegen Malaria bestand später ein enormer Bedarf, und zahlreiche Türken zählten zu seinen Kunden. Ein anderer Carburi-Schüler, Alberto Fabris, unterstützte ihn bei dieser Arbeit.
Ab etwa 1790 breiteten sich die Ideen der Aufklärung aus Frankreich aus, denen Dandolo zunehmend anhing. Der Librettist Francesco Apostoli, immer in Geldnöten, war ein häufiger Gast bei Adamo ed Eva, und so konnte er für den obersten Gerichtshof Venedigs die Jakobiner der Stadt bespitzeln. 1793 half Antonio Fabris Vincenzo Dandolo bei der Neuauflage der fünfbändigen Elementi di fisica sperimentale des Giuseppe Saverio Poli. Der bedeutendste Freund war jedoch Giuseppe Compagnoni, der als Sekretär im Gefolge des Ferrareser Marchese Carlo Bentivoglio 1787 nach Venedig gekommen war. Er besuchte häufig den Salon der Cecilia Zen Tron, ebenso wie das Haus des Francesco Donà, des offiziellen Historiographen der Republik Venedig seit 1775, wo man sich zwei Mal pro Woche traf, um Erörterungen durchzuführen und zu diskutieren. Über Freunde lernten sich Dandolo und Compagnoni wiederum in der Accademia dei Rinnovati kennen. 1788 verließ Compagnoni die Bentivoglio und wurde Direktor der Notizie del Mondo, einer Zeitung, die Antion Graziosi herausgab; 1795 gab er die auflagenstarke La chimica delle donne heraus.
Dandolo nahm bald auch Kontakt zu anderen Vertretern der Aufklärung auf, wie etwa in Mailand. 1795 war Dandolo in der Stadt so angesehen, dass Pepoli ihn für die geeignetste Person hielt, um die Nuova Enciclopeda italiana des Alessandro Zorzi zu betreiben. Im selben Jahr wurde er Mitglied in der Accademia delle Scienze von Turin sowie in der Ökonomisch-agararischen Akademie des dalmatinischen, zu dieser Zeit venezianischen Zara, 1796 in der Accademia di Scienze e di Belle Lettere von Mantua. Giuseppe Compagnoni verließ Venedig und wurde offen Anhänger der französischen Revolution, während Dandolo in Venedig blieb, und so vorsichtig agierte, dass in den Quellen keinerlei Hinweis auf seine Franzosenfreundschaft zu finden ist.
Bei Auflösung der Republik Venedig trat er der provisorischen Regierung bei, die am 12. Mai 1797 konstituiert wurde. Präsident war Nicolò Corner, der 60 Männer führte, von denen 12 dem Adel entstammten. Anscheinend war Dandolo zu dieser Zeit Anhänger von Robespierre.

### Napoleon, österreichische Herrschaft in Venetien
Nach der Auflösung der Republik angesichts der französischen Armee unter Napoleon war Dandolo einer der ersten „uomini nuovi“, die nunmehr die provisorische Regierung leiteten. Er wurde Mitglied des Comitato di salute pubblica (Komitee für die öffentliche Gesundheit). Er intervenierte mehrfach bei den Debatten über Wirtschaft und Finanzen, wurde bekannt für seine redegewandte Wucht, für seinen verbalen Extremismus und für seinen heftigen Zorn auf die „Tyrannei“ der abgetretenen Aristokratie. Am 14. Oktober 1797 vertrat er gemeinsam mit Gaetano Benini die Stadt Venedig auf dem venezianischen Nationalkongress. Kurz danach wurde er mit den Verhandlungen zum Frieden von Campo Formio betraut, doch gelang es ihm nicht, Napoleon von der Abtretung Venetiens an Österreich abzubringen. Auf Mandat der Stadt plante er Ende Oktober eine Reise nach Paris, um das Direktorium noch einmal umzustimmen. Bei Mailand aufgehalten kam es zu einem heftigen Disput mit Napoleon, doch auch den jungen General konnte Dandolo nicht zur Änderung seiner Position bewegen. Dennoch war das Verhältnis zwischen Dandolo und Napoleon danach von Schätzung und Vertrauen geprägt.
Nach dem Ende der Republik Venedig partizipierte Dandolo am politischen Geschehen unter der französischen Herrschaft und musste als Gegner einer Abtretung an Wien nach der Übernahme durch die Österreicher im Frieden von Campo Formio die Stadt verlassen. Er ging nach Mailand, der Hauptstadt der Cisalpinischen Republik, dann nach Varese, wo er Land erwarb und seine Villa l’Annunciata zu einem Treffpunkt für Wissenschaftler und Politiker machte. In Mailand wurde er am 9. November 1797 in das Corpo legislativo aufgenommen. Er wurde zum Sekretär des Gran consiglio, arbeitete an seiner Vorstellung eines effizienten, durchorganisierten Staates, der auf einem breiten Konsens des Volkes ruhen sollte. Daher setzte er sich für die Pressefreiheit ein sowie für die Übertragung der Staatsbürgerschaft auf verfolgte italienische Patrioten. Auch Zwangsanleihen von vermögenden Bürgern, ein gerechtes Fiskalsystem, der Verkauf des Kirchenbesitzes, das Verbot von Verbrauchssteuern und der Freihandel, darüber hinaus die Einrichtung eines neuen Systems öffentlicher Bildung und die Aufteilung kommunalen Besitzes standen auf seiner Agenda.
Angesichts der Gegenoffensive unter General Alexander Wassiljewitsch Suworow floh Dandolo 1799 nach Genua, dann nach Paris. Erst nach der Schlacht bei Marengo kehrte er nach Mailand zurück. Mit Compagnoni, der das Werk hauptsächlich verfasste, publizierte er Les hommes nouveaux, ou, Solution du probléme, comment d’après les principes posés dans la nouvelle régéneration politique, peut-on, dans la pratique, opérer parmi les individus une régéneration morale? (Paris 1799). Dandolo lieferte allerdings nur die Grundidee und den Titel.
Die Schlacht von Marengo und damit die Neuformierung der zweiten Cisalpinischen Republik führte Dandolo wieder nach Mailand. Am 12. Januar 1802 wurde er zum Mitglied des Wahlkomitees gewählt, dem Collegio elettorale dei dotti della Repubblica italiana, am 5. Oktober zum Mitglied des Istituto nazionale. Vielleicht wegen des Gegensatzes zu Francesco Melzi d’Eril, dem ersten Präsidenten der Republik, blieb Dandolos Einfluss dennoch insgesamt gering. Er konzentrierte sich zunehmend auf seine wirtschaftlichen Aktivitäten im Zusammenhang mit seinem Güterkomplex um Annunciata in Varese.
1802 holte er Merinoschafe auf sein Land, kreuzte sie mit heimischen Rassen und versuchte die Institutionen des Staates von seinem Projekt zu überzeugen. Auch zu dieser Thematik mit ihrem Einfluss auf die lombardische Textilindustrie verfasste er mehrere Werke. Bei der Ausstellung von Brera im Jahr 1805 zeigten sich erste Erfolge, doch blieben längerfristige Ergebnisse aus. Mit Sulla coltivazione dei pomi di terra (Mailand 1806) setzte er sich zum ersten Mal für die Einführung der Kartoffel ein, dann für die Privatisierung des Gemeingutes (Dei mali economici, politici e morali che derivano alla Nazione dall’esistenza dei beni comunali, Mailand 1806); äußerte sich zum Einsatz von Dünger und zur Industrialisierung (Sui letami, Sulla necessità di creare nuove industrie nel Regno, Mailand 1806). Diese Werke veröffentlichte er 1806 gemeinsam in den umfangreichen Discorsi zum Themenkreis Sulla pastorizia, sull’agricoltura e su vari altri oggetti di pubblica economia.

### Gouverneur Dalmatiens (1806–1809), Varese (1809–1813), Ende Napoleons
1806 wurde Dandolo von Napoleon, der gesagt hatte „il y a en Italie dix-huit millions d’hommes, et j’en trouve à peine deux, Dandolo et Melzi“ (‚es gibt in Italien 18 Millionen Männer und ich finde kaum zwei, Dandolo und Melzi‘), zum Gouverneur der Provinz Dalmatien erhoben, ein Amt, das er von Juli 1806 bis Dezember 1809 innehatte. In dieser Zeit führte er dort die Kartoffel ein und gründete Landwirtschaftsschulen und -akademien. Er begann mit Reformen des Rechtswesens, des Fiskalsystems, ließ Straßen bauen, reformierte das Bildungssystem. Darüber hinaus gründete Dandolo Il Regio dalmata, eine Zeitung in italienischer und kroatischer Sprache, deren Schwerpunkt auf der Ökonomie lag. Allerdings blieb sein Werk nicht ungestört, etwa durch General Marmont oder das von österreichischer Seite gefördten Brigantenwesen. Über all dies und die Aktivitäten der Fünften Koalition setzte Dandolo Napoleon regelmäßig in Kenntnis. Von diesen monatlichen und jährlichen relazioni wurde ein Teil von Fabio Luzzatto ediert, ein Teil ist unveröffentlicht.
Von 1809 bis 1813 kümmerte sich Vincenzo Dandolo wieder um seine Schafe und seine Landgüter, denn weder Eugène de Beauharnais noch Francesco Melzi d’Eril legten Wert auf seine Mitarbeit. In Nuovi cenni sulla coltivazione dei pomi di terra e applicazioni a vantaggio sì delle famiglie che dello Stato propagierte Dandolo 1810 erneut den Kartoffelanbau und verfasste weitere Vorschläge. und setzte sich mit Önologie auseinander. Diese Publikationen waren so erfolgreich, dass sie in einem Kompendium unter dem Titel Istruzioni pratiche sul modo di ben fare e conservare il vino costantemente buono e di farlo viaggiare senza pericolo di alterazione 1819 in Modena erneut erschienen. Trotz Unterstützung seitens der Autoritäten blockierte die protektionistische Politik Frankreichs entgegen allen diesen Bemühungen weiterhin die wirtschaftliche Entwicklung der Lombardei.
Als Napoleons Herrschaft sich ihrem Ende neigte, nahm Dandolo von November 1813 bis Februar 1814 in den Marken, in den nach den Flüssen Tronto, Musone und Metauro benannten départements den Auftrag an, die Haltung der Bevölkerung zum Regime zu erkunden. Er sollte Geheimgesellschaften aufdecken, die Versorgung der Truppen Joachim Murats verbessern, die Verwaltung verbessern, die Steuerzahlung überwachen und die Truppen besolden. Dandolo formulierte zahlreiche Verbesserungsvorschläge, die jedoch verloren gegangen sind. Am 17. April 1814 forderte Dandolo, gegen Melzi, der Eugène Beauharnais die Krone übertragen wollte, direkte Verhandlungen mit den Verbündeten. Dies schützte ihn jedoch nicht vor einem Anschlagsversuch, der Anklage wegen Franzosenfreundlichkeit sowie der Plünderung seines Vareser Gutes.

### Rückzug nach Varese (1814), Drängen auf Modernisierung, Seidenzucht
Dort brachte ihm jedoch die Beibehaltung seiner Fortschrittsbemühungen Respekt ein, und bald fragte man nach seinem Rat. Die wiederhergestellte Handelsfreiheit ließ zugleich die Sorge vor einer ungezügelten Versorgung mit Agrargütern wachsen. So kam Getreide vom Schwarzen Meer, die Preise fielen. In Sulle cause dell’avvilimento delle nostre granaglie e sulle industrie agrarie riparatrici dei danni che ne derivano, ein Werk, das allerdings erst 1820 postum von seinem Sohn Tullio herausgegeben wurde, zeichnete Dandolo ein weit gestecktes Bild der Agrarwirtschaft des Königreichs Italien. Er glaubte an neue Kulturen, wie Flachs, Hanf, Seide, Kartoffeln, aber auch neue Entwicklungen in der Tierzucht, und zeichnete den Weg dorthin vor. Im Vorfeld der Hungerjahre 1816 und 1817 wiederholte er seinen Ruf der Vernunft nach möglichst breiter Kultivierung der Kartoffel.
Doch in den Jahren zwischen 1815 und 1819 erwies sich die Maulbeerspinner als größter Gewinnbringer der lombardischen Wirtschaft. Dandolo hatte eine Schule zur Zucht dieser Seidenproduzenten gegründet, und auch zu diesem Themenkreis publiziert. Sein Dell’arte di governare i bachi da seta, 1815 in Mailand erschienen, wurde 1818 und 1819 mit Verbesserungen noch zwei Mal aufgelegt. Doch Dandolo dachte schon weiter und befasste sich mit einer effizienteren Verarbeitung zu Fäden und Geweben. Noch in Dandolos Todesjahr 1819 erschienen dazu seine Brevissimi cenni sulla nuova filanda del sig. Locatelli e sul metodo di migliorare la tiratura della seta. Sein Sohn Tullio Dandolo berichtete noch von Experimenten und davon, dass sich sein Vater noch mit Maschinen in der Landwirtschaft beschäftigte. Seine beiden anderen Söhne Emilio und Enrico Dandolo kämpften für die Einheit Italiens.

## Veröffentlichungen (Auswahl)
- Enologia ovvero l'arte di fare, conservare e far viaggiare i vini del regno, Mailand 1812. (Digitalisat, Teil 1, Teil 2)